# کیم جی-سو (بازیگر)
این یک نام کره‌ای است؛ نام خانوادگی یانگ است.  بر روی صحنه یا به صورت مستعار با  نام خانوادگی کیم شناخته‌ می‌شود.
یانگ سونگیون (به کره‌ای: 양성윤)، (زاده: ۲۴ اکتبر ۱۹۷۲)؛ که بیشتر با نام هنری‌اش کیم جیسو (به کره‌ای: 김지수) شناخته می‌شود بازیگر اهل کره جنوبی است.

## حرفه
کیم، فارغ‌التحصیل دبیرستان هنرهای کیوان بود و اولین بازیگری خود را در سال ۱۹۹۲ شروع کرد.

## زندگی شخصی
وی با کیم جو هیوک ازدواج کرد و یک رابطهٔ شش ساله داشت. سرانجام این زوج در سال ۲۰۰۹ از هم جدا شدند.

## فیلم‌شناسی

### فیلم
| ساا  | عنوان                | نقش                          |
| ---- | -------------------- | ---------------------------- |
| ۲۰۰۵ | این دختر جذاب        | جونگ هه                      |
| ۲۰۰۵ | قتل، یکی را بگیر     | جونگ یون جونگ (حضور افتخاری) |
| ۲۰۰۵ | عشق بحث              | جونگ هه (حضور افتخاری)       |
| ۲۰۰۶ | داستان عاشقانه       | یون هی                       |
| ۲۰۰۶ | ردپای عشق            | سو مین جو                    |
| ۲۰۰۶ | آرامش                | لی هه ران                    |
| ٢٠۱۰ | امپراطور افسانه ها   | شاهزاده یو هوا               |
| ۲۰۱۱ | بیا باران، بیا درخشش | زن همسایه (حضور افتخاری)     |
| ۲۰۱۵ | گانگنام بلوز         | مین سونگ هی                  |
| ۲۰۱۶ | کریسمس وو جو         | سونگ وو جو                   |
| ۲۰۱۸ | غریبه‌های صمیمی       | یه جین                       |

### نمایش گوناگون
| سال  | عنوان                                  | شبکه        | یادداشت               |
| ---- | -------------------------------------- | ----------- | --------------------- |
| ۱۹۹۵ | هفتگی سرگرمی                           | KBS2        | MC                    |
| ۱۹۹۵ | بهترین آهنگ محبوب MBC 50               | MBC         | MC                    |
| ۱۹۹۸ | دوستیابی زنده ۱۱                       | MBC         | MC                    |
| ۱۹۹۹ | Super Stardom از Seo Se-won            | SBS         | MC                    |
| ۲۰۰۰ | به تو که شب را فراموش می‌کنی            | KBS رادیو ۲ | دی جی                 |
| ۲۰۰۵ | Ya Shim Man Man                        | SBS         | مهمان (قسمت ۱۰۰، ۱۸۸) |
| ۲۰۰۶ | Ya Shim Man Man                        | SBS         | مهمان (قسمت ۱۰۰، ۱۸۸) |
| ۲۰۰۸ | عشق                                    | tvN         | مهمان (قسمت ۴)        |
| ۲۰۱۰ | باران شیرین                            | MBC         | مهمان (قسمت ۱۷–۱۸)    |
| ۲۰۱۳ | متشکرم                                 | SBS         | مهمان (قسمت ۸)        |
| ۲۰۱۵ | مرد در حال دویدن                       | SBS         | مهمان (قسمت ۲۳۲)      |
| ۲۰۱۷ | <i id="mwAhs">من تنها زندگی می کنم</i> | MBC         | مهمان (قسمت ۱۹۷)      |

### موزیک ویدیو
| سال  | عنوان آهنگ                             | هنرمند        |
| ---- | -------------------------------------- | ------------- |
| ۱۹۹۹ | "میری"                                 | جینجو         |
| ۲۰۰۱ | "آیا باید بگویم که دوباره دوستت دارم؟" | کیم دونگ-ریول |
| ۲۰۰۴ | "از دست دادن حافظه"                    | صمغی          |
| ۲۰۰۶ | "آن مرد، آن زن"                        | پرنیان        |